# Gerhardt Cycleplane
Le Gerhardt Cycleplane est qualifié de premier aéronef à propulsion humaine au monde. Il est conçu par le Dr William Frederick Gerhardt (31 janvier 1896 – 15 mars 1984) et assemblé par le personnel de la section d'essais en vol à McCook Field à Dayton, Ohio. Il est piloté en 1923.